# Gaio Acilio
Gaio Acilio (in latino Gaius Acilius; fl. 155 a.C.) è stato un senatore e storico romano.

## Biografia
Grazie alla sua posizione politica (anche se non di primo piano) e soprattutto alla sua conoscenza del greco, nel 155 a.C. introdusse al senato romano i filosofi Carneade, Diogene e Critolao, che erano venuti come ambasciatori di Atene, e funse da interprete.

## Opera
Seguendo l'esempio di Quinto Fabio Pittore, a cui si attribuisce il merito di aver dato inizio alla storiografia latina, Acilio scrisse una storia di Roma, in greco, forse di impostazione annalistica, che andava dai primi tempi fino al 184 a.C. (secondo Dionigi di Alicarnasso) e che apparve, secondo Livio, verso il 142 a.C. Il lavoro fu tradotto in latino da un Claudio, forse l'annalista del I secolo a.C. Claudio Quadrigario (ma il solo nome, essendo molto comune, non consente un'attribuzione certa).
A giudicare dagli 8 frammenti conservati, sembra di potersi notare che, come l'opera di Fabio Pittore, anche la storia di Acilio dedicasse molto spazio al racconto delle origini; Acilio è accostabile al suo predecessore anche dalle discussioni eziologiche per cerimonie e istituzioni cultuali, che egli vedeva come indice del fatto che Roma fosse una città di origine greca.